# مصفاة ينبع
مصفاة ينبع هي مصفاة بترول تابعة لشركة أرامكو السعودية، تقع في مدينة ينبع. بطاقة تكرير تبلغ 250،000 ألف برميل يومياً، (35800 م3 / يومياً).